# Coryphasia monteverde
Coryphasia monteverde is een spinnensoort in de taxonomische indeling van de springspinnen (Salticidae).
Het dier behoort tot het geslacht Coryphasia. De wetenschappelijke naam van de soort werd voor het eerst geldig gepubliceerd in 2007 door Santos & Romero.